# Союз боротьби за справу революції

Гуревич, Слуцький, Фурман

«Союз боротьби за справу революції» (рос. «Союз борьбы за дело революции») — молодіжна ліворадикальна антисталінська підпільна організація, що існувала в Москві (РРФСР) 1950-1951 рр.

## Історія

### Заснування
Організація була заснована студентами Борисом Слуцьким (1932 р.н., керівник організації), Євгеном Гуревичем (1931 р.н.) і Владиленом Фурманом (1932 р.н.) в 1950 році. Була складена програма і маніфест організації, в яких говорилося про переродження соціалізму в державний капіталізм, сталінський режим характеризувався як бонапартизм, зазначалася відсутність громадянських свобод, фарсовість виборів, імперіалістичний характер зовнішньої політики, катастрофічний стан сільського господарства. Для розмноження документів члени організації виготовили гектограф.

### Суд
У січні-лютому 1951 року лідери та члени організації Печуро Сусанна Соломонівна, Мельников Володимир Захарович, Аргінська Ірен Іллінічна, Воїн Фелікс Миронович, Мазур Григорий Гдальович, Улановська Майя Олександрівна, Рейф Алла Євгенівна були заарештовані органами МДБ. 13 лютого 1952 Військова колегія Верховного суду СРСР винесла вирок у цій справі, в якому було зазначено, що групою єврейських націоналістів була створена зрадницька, терористична організація, учасники якої ставили за мету повалення існуючого в СРСР режиму шляхом збройного повстання і вчинення терористичних актів над керівниками Радянського уряду і КПРС. Керівник організації Слуцький та лідери організації Гуревич і Фурман були засуджені до розстрілу, десять членів організації — до 25 років ув'язнення, ще троє — до 10 років. Єдиною, хто не визнав себе винною на суді, була Майя Улановська.
Лідери організації були розстріляні 26 березня 1952, їх прах похований на Донському кладовищі.
Інші засуджені були звільнені з таборів після перегляду справи в 1956 році. В 1989 всі обвинувачені у цій справі, деякі посмертно, були реабілітовані «за відсутністю події і складу злочину».